# Scaldia

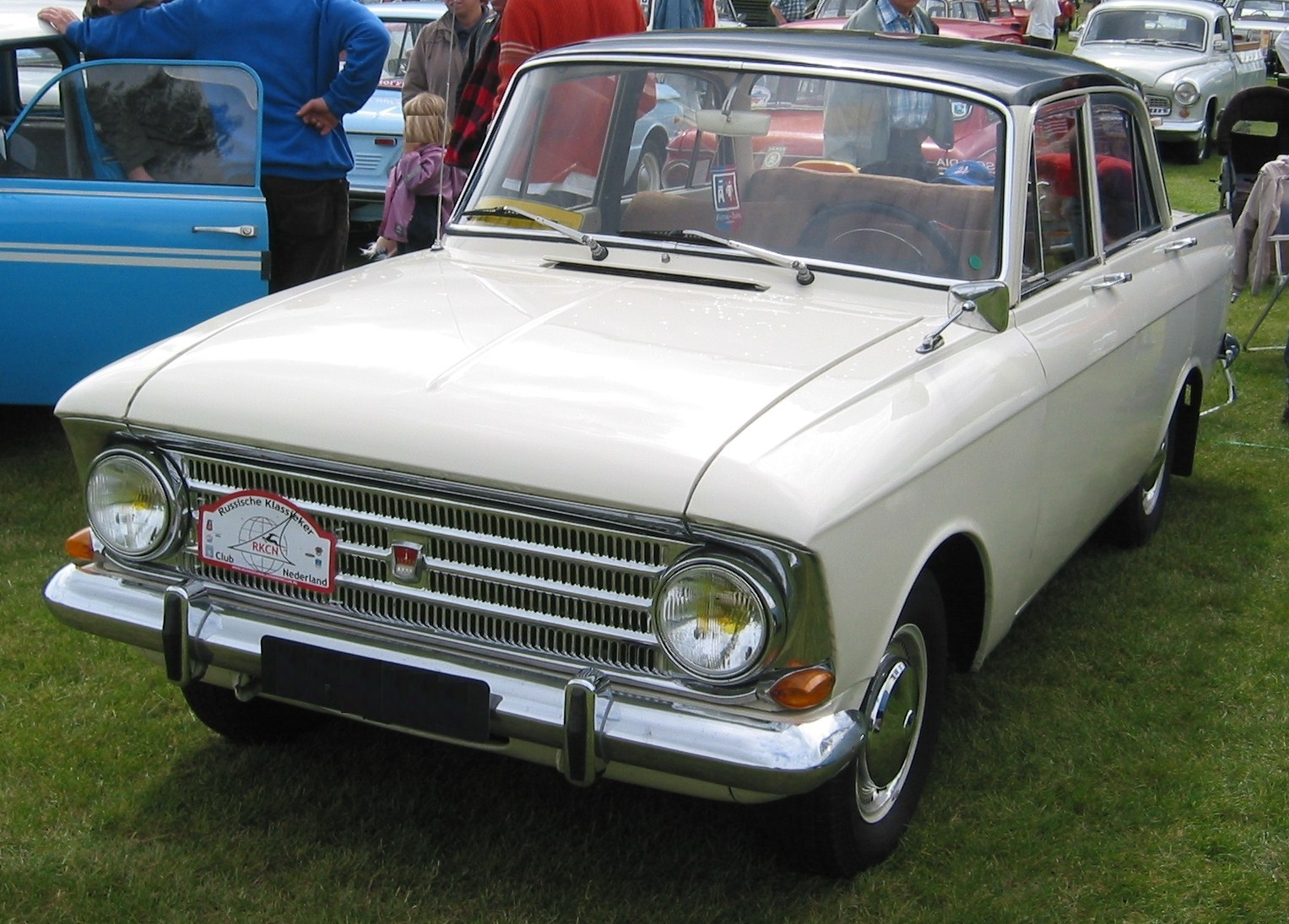
Moskvitch Scaldia

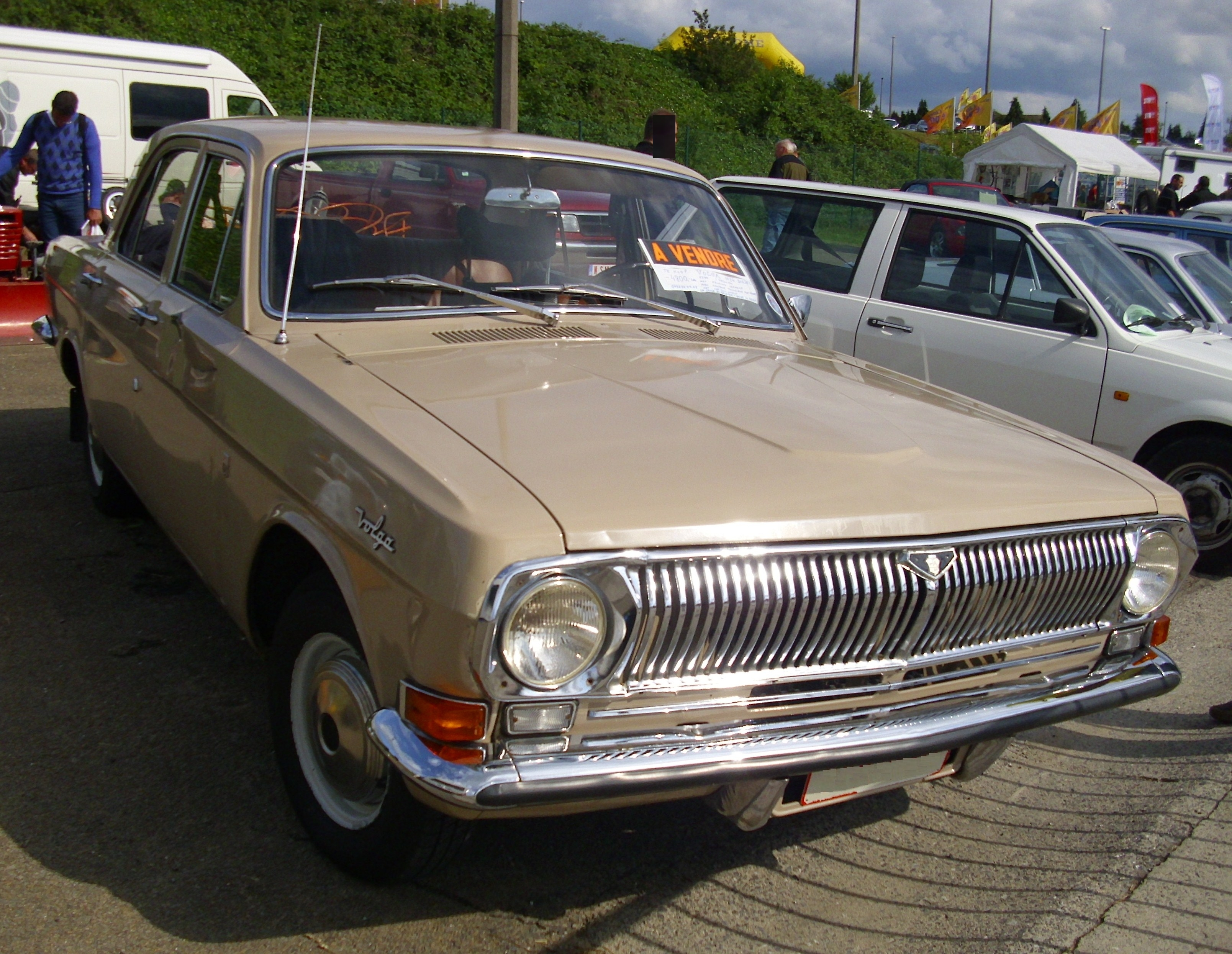
Scaldia Volga

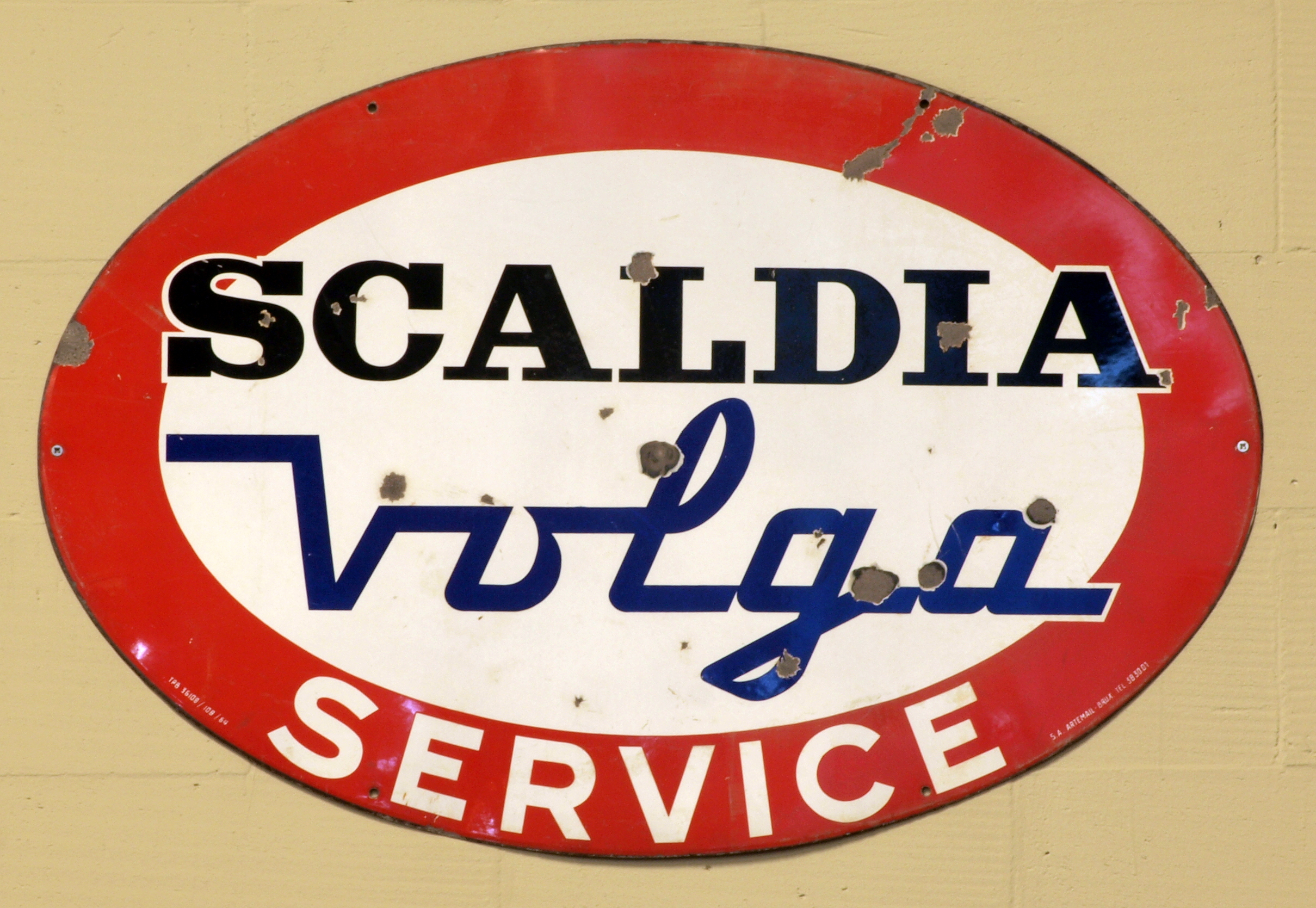
Logo

Scaldia war ein belgischer Montagebetrieb für Automobile. Die Markennamen lauteten Scaldia, Moskvitch und Volga.

## Unternehmensgeschichte
Das Unternehmen Sobimpex N.V. aus Brüssel schloss 1959 einen Vertrag mit dem für die Herstellung von Moskwitsch und Wolga zuständigen Ministerium in Moskau und begann 1960 in Antwerpen mit der Produktion von Automobilen. Die beiden Fahrzeugtypen wurden aufgrund ihrer Beliebtheit im Taxigewerbe teilweise auch mit Dieselmotoren werksseitig ausgestattet, und zu einem 20 bis 33 % höheren Preis als die Varianten mit Ottomotor angeboten. 1965 erfolgte eine Umbenennung in Scaldia-Volga S.A.
Später begann auch der Import von Saporoshez-Fahrzeugen, die als Yalta und ZAZ vertrieben wurden. Ende der 1970er Jahre hingegen sollen vor allem die verschiedenen Lada-Modelle vertrieben worden sein.
Von 1964 bis 1977 setzte Scaldia 94 000 Pkw in den Benelux-Staaten ab, davon 20 000 Stück allein im Jahr 1977. Ab 1978 sollen auch Behörden Hollands entsprechende Fahrzeuge bestellt haben. Allein in Belgien hatte Scaldia 250 Servicestationen.
1980 endete die Produktion.

## Fahrzeuge
Das Unternehmen bezog aus der Sowjetunion Fahrzeuge der ursprünglichen Hersteller, bei denen der Motor fehlte und das Getriebe nicht montiert war.
- Scaldia 412M[4]

### Moskwitsch
Der Moskwitsch-408 erhielt wahlweise einen Dieselmotor von Perkins mit 1620 cm³ Hubraum. Dieser leistete zwar nur 43 PS, verfügte jedoch über ein deutlich größeres Drehmoment, sodass der Wagen mit Dieselmotor besser beschleunigte bei wesentlich geringerem Kraftstoffverbrauch von 7,5 l/100 km.

### Wolga
Der GAZ M-21 Wolga war ab 1962 erhältlich. Er erhielt ebenfalls wahlweise den Dieselmotor von Perkins. Ab 1964 war ein Dieselmotor von Rover mit 2286 cm³ Hubraum und 65 PS erhältlich (Verkaufsbezeichnung Volga-Rover), später auch der Dieselmotor XD 88 von Peugeot im Volga Diesel Indendor. Das Nachfolgemodell GAZ-24 Wolga wurde ebenfalls in Belgien montiert. Auf dem Brüsseler Automobilsalon 1971 wurde auch eine Ausführung für Flüssiggas gezeigt.
Dieselmotoren gelangten auch auf andere reguläre Wege in die Wolga- und Moskwitsch-Typen: Nach Finnland exportierte Fahrzeuge wurden mitsamt dem Motor eingeführt und dort vor dem Verkauf nachträglich auf zumeist einen Perkins-Dieselmotor umgebaut.